# Sandra Polop
Sandra Polop Navarro (Valencia, 19 de julio de 1988) es una cantante española, de la cual se destaca su participación en el concurso musical Operación Triunfo en su cuarta edición, celebrada en 2005.
En 2013 participó en un concurso de la TVE llamado Uno de los nuestros. Además, fue vocalista en programas como Al pie de la letra de Antena 3 y Los mejores años de nuestra vida canción a canción en La 1 en 2009. También fue vocalista de la orquesta La Tribu.

## Biografía
Desde niña se sentía atraída por la música, influida por su familia y por el entorno fallero en que se crio en su Valencia natal, aunque sólo formaba parte de sus aficiones, junto con el voleibol, deporte que solía practicar con amigas de la infancia. Desde un principio, se planteaba dedicarse en un futuro a la medicina profesionalmente, pero más tarde fue consciente de que nada le apasionaba más que cantar. Durante las Fallas, y también en los actos del colegio, siempre se apuntaba a las actividades artísticas y solía participar en los karaokes infantiles y concursos de playbacks. Además de caracterizar el personaje de Rizzo en un musical amateur de Grease, su primera actuación "oficial" frente a un público fue con 13 años, y a partir de ahí fue cantando en diversos certámenes musicales de la Comunidad Valenciana, tales como el festival regional FUM (Fallas Unidas por la Música), siendo una de las finalistas. Actualmente sigue siendo fiel a su condición de fallera y ha formado parte de la Corte de Honor de la Fallera Mayor de Valencia 2011 (motivo por el que decidió implicarse de lleno y rescindir sus contratos profesionales durante el año).
A los 15 años fue vocalista de la orquesta La Quinta Avenida, experiencia que le duró siete meses, mientras compaginaba estas actuaciones con sus estudios de secundaria en el Colegio de Salesianos San Juan Bosco.

### Operación Triunfo(2005)
En 2005 fue seleccionada para participar del programa de televisión Operación Triunfo, en su cuarta edición (primera en su cambio de cadena a Telecinco), en unas circunstancias un tanto curiosas: fue este el primer año en que se permitió presentarse a los aspirantes a partir de los 16 años (edad que tenía Sandra en ese momento), ella no tenía en mente acudir a las audiciones, o por lo menos no hacerlo de forma seria, es decir, que no aspiraba a entrar en la "popular academia musical de la tele", pero finalmente acudió para acompañar a varios amigos y acabó por hacer la prueba de canto aprovechando la situación, resultando como finalista mientras que sus compañeros no superaron las pruebas requeridas. De esta manera, pasa a ser la primera alumna más joven en entrar en OT hasta esa fecha. Durante su permanencia en el programa destacó como una de las favoritas del público, y, como anécdota, su madurez personal fue muy comentada y valorada por los profesores de la academia y sus compañeros. Su estancia en la academia se prolongó por diez semanas, por lo que llegó a pertenecer al grupo de los diez finalistas de su edición. Durante ésta, mostró un estilo centrado en el Pop/rock, desde el pop español más propio del movimiento de la movida, hasta la influencia de bandas roqueras internacionales de las décadas de los años 1970 y 80 como Queen, Katrina & the Waves o Bon Jovi, además de declararse admiradora de Mecano o Madonna. De sus actuaciones, los seguidores del programa recuerdan, entre otras, sus versiones de Something Stupid (Frank Sinatra), River Deep - Mountain High (Ike & Tina Turner) o Volveré Junto a ti (Laura Pausini), esta última como solista. A su vez, y debido a las características de su registro vocal, Sandra fue capaz de interpretar algún que otro tema perteneciente al género de los musicales, el cual sería, a mediados de programa, el estilo al que se daría homenaje en forma de CD de estudio.
Al finalizar el concurso, participó en la Gira OT 2005, recorriendo varias ciudades españolas durante los últimos meses del año, y resultando un éxito entre el público.
Aprovechando la repercusión que tuvo el programa, Sandra realizó algunas actuaciones como solista, versionando temas que había interpretado en la academia, a la vez que decidió seguir formándose en la escuela de música de Edith Salazar -cantante y profesora de esta edición de OT-, en Madrid, en educación vocal y piano

### Jesucristo SuperstaryAl pie de la letra(2007-2008)
En junio de 2007 fue galardonada en la I edición de los Premios Garamond Nacionales de Música, en reconocimiento a su crecimiento como joven promesa en la industria musical. Por otra parte, abrió su propia empresa de eventos y espectáculos, llamada Bambaline Events, en Valencia.
En ese mismo año, Sandra comenzó a coprotagonizar el musical Jesucristo Superstar, con la prestigiosa compañía teatral Stage Entertainmet España, en el Teatro Lope de Vega de Madrid, el estreno más esperado de la temporada en la Gran Vía madrileña, desde su inauguración en septiembre de 2007 hasta enero de 2008. La crítica en general fue muy favorable y se convirtió en el musical más taquillero de la temporada otoño-invierno.
En 2008 también participó en el programa de Antena 3 Televisión Al pie de la letra, un concurso musical basado en el karaoke y extraído del formato original estadounidense The Singing Bee (Estados Unidos). Al pie de la letra se estrenó el 25 de diciembre de 2007, y duró dos temporadas, convirtiéndose en uno de los programas de máxima audiencia de la temporada.
Además, en abril de ese mismo año, se celebró una gala en la localidad de Utebo (Zaragoza) contra el maltrato de género, en la que galardonaron a Sandra con un premio 4 Estaciones, en reconocimiento al conjunto de su corta trayectoria profesional.
Aunque estos proyectos de los que la joven valenciana ha formado parte no son más que, como ella misma mencionó en una ocasión, «además de una forma de ganarse la vida, una manera de formarse en la música y en sus distintas facetas, de estudiar y adquirir cultura, por lo que todavía es muy joven y le queda mucho por aprender», ya que Sandra ha estado curtiéndose tanto en directos musicales como en teatro y televisión.

### Debut discográfico yEurovisión 2009: el retorno(2009)
Fue durante el programa Al pie de la letra en el que productor Alejandro Abad le propuso poner en marcha un proyecto discográfico con su propio sello, Garsa Music, en Barcelona. En septiembre de 2008, Sandra comenzó a trabajar en la grabación de unos temas compuestos por Abad, pensados para ella. Desde finales de 2008, Sandra y su equipo presentaron varios de sus temas en salas y locales emblemáticos de la ciudad condal, como Luz de Gas y la sala Sidecar. Un total de cinco canciones son las que se incluyen en el EP de estudio, bajo el título Por esta vez. Dicho EP fue grabado entre Barcelona y Los Ángeles y masterizado por Joe Gastwirt (The Beach Boys, The Grateful Dead, Jimi Hendrix). Se publicó en formato digital y se encuentra disponible en plataformas como iTunes o Spotify. Alcanzó el puesto n.º 7 de los discos más descargados en iTunes España el día en que salió a la venta (25 de febrero de 2010).
El Secreto de Alex es un proyecto musical nacido en Barcelona, de corte pop naïf, impregnado de aire fresco, divertido, juvenil e incluso ligeramente misterioso. Con letras sinceras y canciones dedicadas a los desarreglos del corazón, este primer trabajo se concibe como una historia sentimental: cinco canciones son la excusa perfecta para reflejar el progreso que experimeta una de las partes de la pareja, Alex, contada desde el problema en la comunicación hasta un desenlace que tendrás que descubrir por ti mismo para comprender la esencia de "El secreto de Alex", una música pensada para un intenso directo, por la extraordinaria confluencia de los distintos instrumentos y sonidos propios del mejor pop español acompañado de los matices roqueros e inocentes que caracterizan la música de este proyecto, y mezclados con una cálida voz llena de carisma, muy personal, y dotada de sorprendentes matices interpretativos".
En diciembre de 2008, el proyecto presentó su candidatura a la preselección española del Festival de Eurovisión, quedando como uno de los candidatos más votados en internet. Los votos recaudados le permitieron llegar a las galas que TVE preparó para la elección del candidato definitivo que representaría la música nacional actual en Moscú.
Su primer sencillo —y el tema que presentaron— se titula Por esta vez (mismo título que el EP), una canción de corte Pop español. Un tema que habla de la comunicación en la pareja, como elemento recíproco de entendimiento, necesario para cuidar el amor. De esta composición se destaca la sencillez de su letra y ritmo, combinada con un mensaje directo y explícito.

### Los mejores años
En 2009, Sandra volvió a trabajar en televisión, al igual que en la ocasión anterior, formando parte como cantante del programa nostálgico de TVE Los mejores años de nuestra vida canción a canción, también compartiendo rol con otros cantantes de distintas prmociones del programa Operación Triunfo. En verano de este mismo año comienza con una serie de conciertos por España cantando los temas más destacados de las últimas décadas, y también se editó un CD con las mismas, versionadas por Sandra y sus demás compañeros. En televisión se emite una única temporada del programa en cuestión.

### Corte de Honor de la fallera mayor de Valencia 2011
En el año 2011, Sandra cumplió uno de sus sueños al poder pertenecer a la Corte de Honor de la fallera mayor de Valencia de ese mismo año, Laura Caballero, representando la fiesta de las Fallas que tanto le apasiona durante un año. Desde entonces no ha dejado de asistir a cualquier acto al que como miembros de dicha Corte de Honor le invitan a asistir.

### Año 2011
En junio de 2011 Sandra se introdujo en el mundo de la música house de la mano de Paco Banaclocha, poniendo voz a los temas “Music” (30/06/2011) y “Fly to the Sun” (05/01/2012). Ambos singles se lanzan a través de Beatport bajo el sello digital Livelife Digital Records. 
En octubre de ese mismo año recibió el premio a Artista Revelación en los Premios Sona 2011 y además, se unió como vocalista al grupo de cover pop-rock La Tribu.

### Uno de los nuestros(2013)
En 2013 formó parte de Uno de los nuestros, de TVE, donde fue una de las finalistas.

### Cambio de zapatos(2014)
En 2014, publicó su álbum Cambio de zapatos en Latinoamérica, realizando un amplio media tour por todas las televisiones y radios de República Dominicana y donde presentó este trabajo con el espectáculo Emociones.

### La Tribu
Desde el año 2011 lidera la orquesta pop-rock La Tribu con la que realiza más de 80 conciertos al año por toda España.

### Tributo Pop Ladies
En otoño de 2015, Sandra Polop pone en marcha un proyecto propio junto a la cantante Patrizia Navarro (OT 2009) en el que rinden tributo a los mejores temas del pop femenino nacional de los últimos años.

## Discografía

### Álbumes
- Generación OT (2006): Recopilatorio que reúne 10 temas inéditos grabados en estudio (Tool Music) por las voces de los jóvenes cantantes Fran Dieli, Sandra Polop y Guillermo Martín, quienes se unieron en verano de 2006 para realizar una gira de conciertos de índole nacional. Este pequeño CD junta tres estilos muy diversos, dentro del género Pop: Pop/Rock Latino (F. Dieli), Britpop (G. Martín) y Pop español (S. Polop).

- Por Esta Vez - EP (2010)

El secreto de Alex lanza en febrero de 2010 un EP de su primer álbum, grabado entre Barcelona y Los Ángeles y masterizado por Joe Gastwirt (The Beach Boys, The Grateful Dead, Jimi Hendrix) y publicado bajo el respaldo del nuevo sello indie del pop español: Garsa Music. "Por esta vez", "Mi cielo", "Será pasajero", "Por si vuelves" y "Para que no me olvides" son los títulos de los temas que podemos adquirir en iTunes.
Su primer sencillo “Por esta vez”, cuenta con un videoclip que fue rodado en Barcelona por RCR fIlms, con técnica stop motion y papertoy.
- En busca del Trébol - EP (2013)

- Cambio de Zapatos (2014):

#### Sencillos
- Por esta vez (2009)
- Si estás aquí (2013)
- Por tu amor (2014)

## Premios o candidaturas

### Premios Nacionales de la Música
| Año  | Candidato    | Categoría                     | Resultado   |
| ---- | ------------ | ----------------------------- | ----------- |
| 2007 | Sandra Polop | Constante crecimiento musical | Galardonada |

### Premios 4 Estaciones
| Año  | Candidato    | Categoría               | Resultado   |
| ---- | ------------ | ----------------------- | ----------- |
| 2008 | Sandra Polop | Trayectoria profesional | Galardonada |

### Premios EñE de la música
| Año  | Candidato          | Categoría                | Resultado |
| ---- | ------------------ | ------------------------ | --------- |
| 2009 | El secreto de Álex | Mejor artista revelación | Candidato |

### Premios Sona 2011
| Año  | Candidato    | Categoría                         | Resultado   |
| ---- | ------------ | --------------------------------- | ----------- |
| 2011 | Sandra Polop | Mejor artista revelación femenina | Galardonada |